# Peracca minuta
Peracca minuta är en insektsart som beskrevs av Sigfrid Ingrisch 1998. Peracca minuta ingår i släktet Peracca och familjen vårtbitare. Inga underarter finns listade i Catalogue of Life.